# Matthias Groß
Matthias Groß (n. 1969) es un sociólogo alemán. Actualmente es profesor de sociología medioambiental en la Universidad de Jena y designado en el Centro Helmholtz de Investigación Ambiental-UFZ en la ciudad de Leipzig. Groß es también coeditor para la revista interdisciplinaria Nature and Culture.

## Carrera
Groß recibió un Ph.D. en sociología en el 2001, en la Universidad de Bielefeld. Entre los años de 2002 y 2005 codirigió el grupo de investigación llamado «Los experimentos del mundo real» en el Instituto de Estudios Científicos y Tecnológicos de la misma universidad. Desde 2005 hasta el 2013 fue investigador senior en el Centro Helmholtz en la ciudad alemana de Leipzig.
Durante su carrera, ha ocupado varios cargos de investigación y como profesor visitante para las universidades de Wisconsin-Madison, Loyola de Chicago y la Universidad Martín Lutero de Halle-Wittenberg en Alemania. Desde 2006 es presidente en la asociación alemana de sociología ambiental y desde 2011 es también presidente en la red de investigación de la Asociación Europea de Sociología sobre el medio ambiente y sociedad. En 2013 ganó el premio Sage por innovación y excelencia, otorgado por la Asociación Británica de Sociología.